# Lilly Martin Spencer
Lilly Martin Spencer, geboren als Angelique Marie Martin (Exeter, 26 november 1822 - New York, 22 mei 1902), was een Amerikaans genreschilder. Ze schilderde voornamelijk huiselijke taferelen, vrouwen en kinderen in een warme, vrolijke sfeer. In de loop van haar carrière schilderde ze ook portretten van beroemde personen zoals suffragist Elizabeth Cady Stanton. Hoewel ze publiek voor haar werk vond, had Spencer moeite om de kost te verdienen als professioneel schilder en had ze een groot deel van haar volwassen leven financiële problemen.

## Biografie

### Jeugd en opleiding

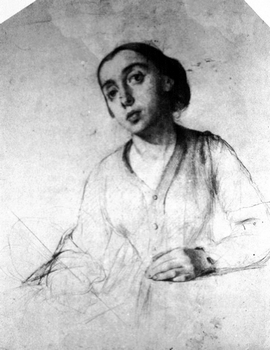
Zelfportret, 1848

Lilly Martin Spencer werd geboren in Exeter in Engeland. Haar ouders, Gilles Marie Martin en Angelique Perrine LePetit Martin kwamen oorspronkelijk uit Frankrijk. In 1830, toen Lilly acht jaar oud was, emigreerde haar familie naar New York, waar ze drie jaar bleven voordat ze naar Marietta in Ohio verhuisden. Daar kreeg Lilly onderwijs van haar hoogopgeleide ouders en begon haar lange carrière als kunstenaar.
Haar eerste artistieke inspanningen waren 'portretten van al haar huisgenoten, in levensechte, karakteristieke houdingen, zo waarheidsgetrouw dat ze meteen herkend werden door iedereen die hen kende'. Deze portretten werden op de muren van het ouderlijk huis getekend. In plaats van straf hiervoor, werd Lilly aangemoedigd door haar ouders, die geloofden in meer kansen voor vrouwen. Zo was haar moeder een aanhanger van de filosoof Charles Fourier. Lilly bleef tekenen en haar werk was zo indrukwekkend dat er regelmatig bezoek op de boerderij langskwam. De bezoekers, zowel dames als heren, konden dan voor zichzelf oordelen over haar werk. Hun bewonderende opmerkingen stimuleerden haar ambitie en droegen bij aan haar ijver; maar de moeilijkheid om de juiste materialen aan te schaffen en de behoefte aan een bekwame leraar vertraagden haar vooruitgang.
Ze trok ook de aandacht van lokale kunstenaars en werd door hen begeleid en geholpen, vooral bij het inkleuren van haar houtskooltekeningen. Een van die mentoren was Sala Bosworth, een portret- en landschapskunstenaar die een opleiding volgde aan de Pennsylvania Academy of Fine Arts. Een ander was Charles Sullivan (1794–1867) die ook aan de Pennsylvania Academy of Fine Arts had gestudeerd; zijn invloed is zeer duidelijk zichtbaar in het vroege werk van Lilly Martin. Martins eerste tentoonstelling vond in augustus 1841 plaats in de pastorie van een kerk. Daar trok zij de aandacht van Nicholas Longworth, een mecenas van vele kunstenaars. Over Lilly Martin zei Longworth “… een nieuw genie is opgekomen in Marietta of liever binnen vijf mijl ervan, bij een boerderij. Het gaat om een Frans meisje van 17 of 18 jaar oud. Ze heeft al een groot aantal schilderijen gemaakt. Ze is volledig autodidact en blinkt uit in houdingen en ontwerpen."
Spencer reisde samen met haar vader naar Cincinnati, in de hoop dat Longworth zou aanbieden om een tentoonstelling voor Spencer te sponsoren. Longworth ontmoedigde verdere exposities op dat moment, maar bood aan om Lilly financieel te helpen. Hij deed haar een eerste aanbod van vijfhonderd dollar om in Boston te studeren. Dit aanbod sloeg ze af; in plaats daarvan kwam ze samen met haar vader opnieuw naar Cincinnati voor een tentoonstelling in het najaar van 1841. In Cincinnati woonden veel kunstenaars en Lilly zou daar de komende zeven jaar doorbrengen en studeren. Dit zou de productiefste periode in haar carrière worden. Ze verhuisde van Cincinnati naar New York en ten slotte naar New Jersey. Lilly wees ook het aanbod van Longworth af om in Europa te studeren; in plaats daarvan kreeg ze hulp en instructie van portretkunstenaar, James Beard, en andere lokale kunstenaars. In Cincinnati studeerde Spencer bij portretschilder John Insco William. De exacte duur en omvang van haar opleiding is echter niet bekend. Ze produceerde haar meest bekende en populaire werken in het decennium tussen 1848 en 1858.
Lilly was een zeldzaam verschijnsel in de kunstwereld. De meeste vrouwen in de VS uit haar tijd gebruikten kunst als deftige bezigheid en niet als een carrière. Lilly ambieerde echter wel een carrière als kunstenaar.

### Huwelijk en carrière

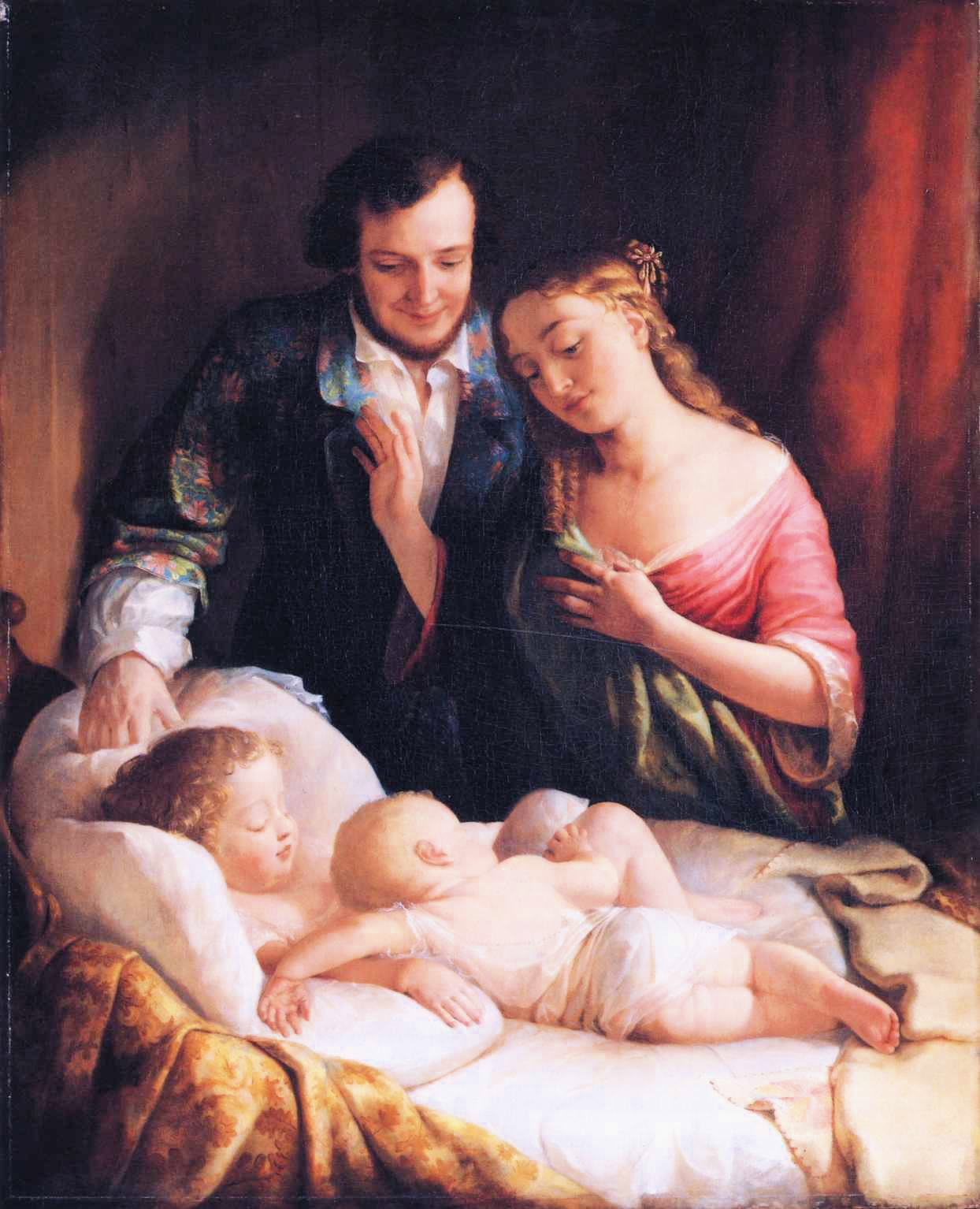
Huiselijk geluk (1849)

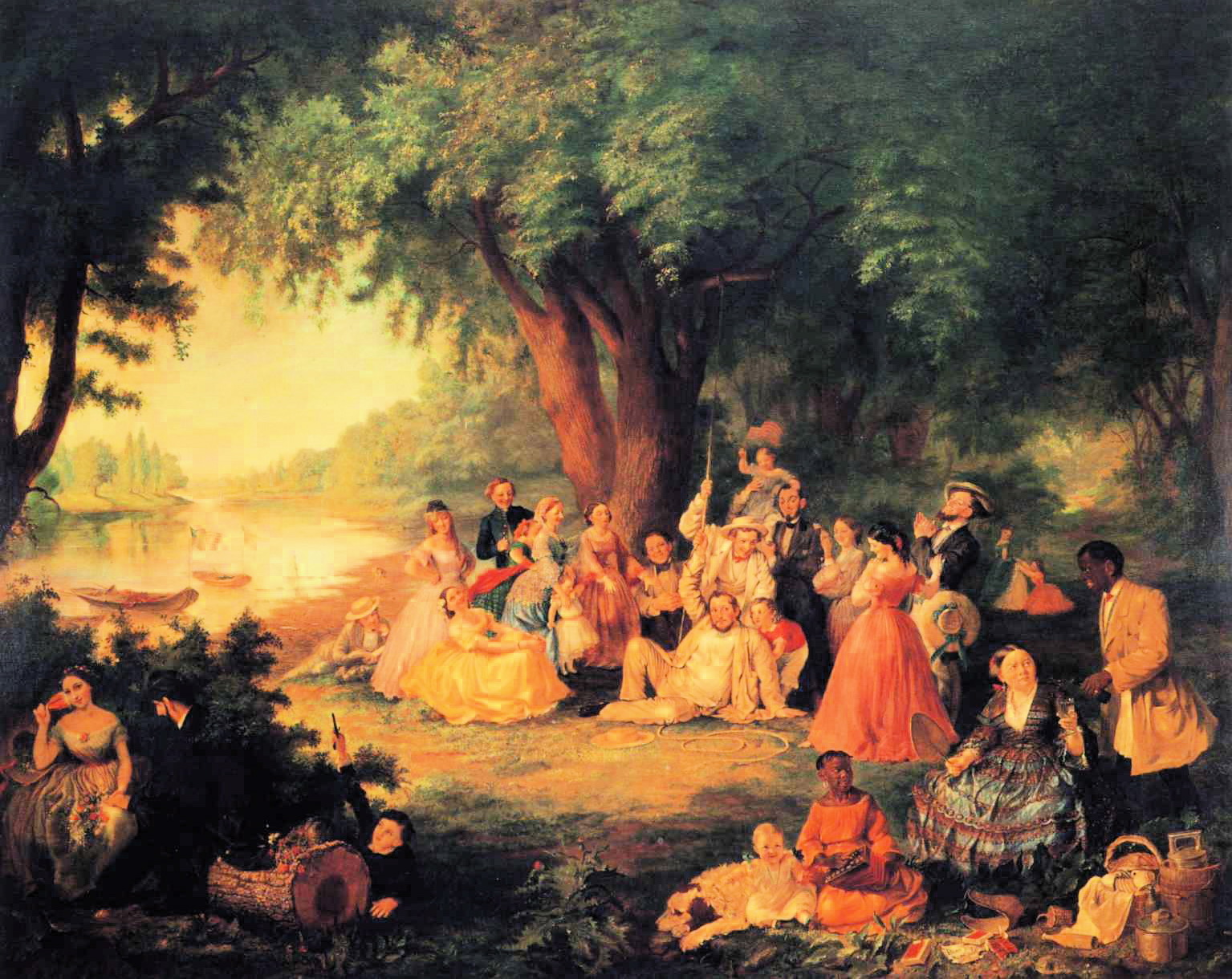
De kunstenaar en haar familie op een picknick op Independence day - 4 juli (ca. 1864)

Op 24 augustus 1844, tijdens haar derde jaar in Cincinnati, trouwde ze met Benjamin Rush Spencer. Benjamin Spencer was een Engelsman die in de kleermakerij werkte. Toen ze eenmaal getrouwd waren, streefde hij niet langer een onafhankelijke carrière na, maar legde hij zich toe op het helpen van zijn vrouw, zowel bij huishoudelijke taken als bij haar artistieke werk. Dit maakte mevrouw Spencer tot de kostwinner voor het gezin. Hoewel de Spencers geen traditioneel huishouden hadden, waren ze "bijzonder gelukkig". De Spencers kregen dertien kinderen, van wie er zeven opgroeiden tot volwassenheid. Hoewel velen vreesden dat het huwelijk haar carrière als kunstenaar zou beëindigen, was dat niet het geval; ze zou de populairste en meest gereproduceerde vrouwelijke genreschilder uit het midden van de 19e eeuw worden.
De Spencers hadden echter continu financiële problemen. Op zoek naar meer kansen verhuisden ze in 1848 naar New York. Daar was Lilly Spencer al bekend door tentoonstellingen aan de National Academy of Design en bij de American Art-Union. In deze perioden van de Amerikaanse geschiedenis bestond er een middenklasse die graag cultuur wilde 'kopen' en die een voorkeur had voor onderwerpen die ze konden begrijpen. Spencer kwam aan deze voorkeur tegemoet door huiselijke taferelen te schilderen, waarbij ze vaak haar eigen familie en huisdieren als model gebruikte. In 1849 maakte ze haar eerste grote succesvolle schilderij, Life's Happy Hour (Huiselijk geluk).
Ondanks haar goede reputatie was het financiële succes beperkt. Haar meeste werk verkocht zij via kunstvakbonden. De ondergang van die bonden, veroorzaakt door de lage contributie van de leden, was een klap voor haar verkoopsucces. Naast de schilderijen, verkocht ze rond een miljoen litho's van haar schilderijen, maar daarvan ontving ze alleen winst uit de verkoop van de rechten op het schilderij. Ze illustreerde ook boeken en tijdschriften, zoals Godey's Lady's Book en Women of the American Revolution. Gedwongen door de financiële problemen verhuisden de Spencers in 1858 naar Newark, New Jersey. Daar fokten ze kippen en plantten ze groenten om tenminste voldoende te eten te hebben. Spencer bleef waar mogelijk portretten schilderen en verwierf ook andere opdrachten. Geld bleef echter een probleem. Aan het eind van de jaren 1850 voegde ze, in een poging een andere markt aan te boren, seksualiteit toe aan de vrouwen. Mogelijk sloot ze aan bij de invoer van Europese afbeeldingen, die vrouwen als seksuele wezens lieten zien. Ze gebruikte suggestieve poses,  uitgebreide kapsels en dito kleding. 

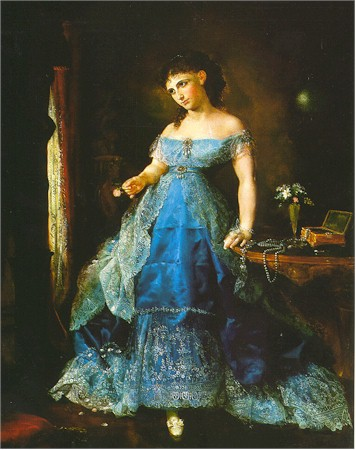
We Both Must Fade (Mrs. Fithian) (1869)

Gedurende de jaren 1860 veranderde onder de burgeroorlog de kijk van veel kunstenaars, waaronder ook die van Spencer. Haar schilderijen werden bedachtzamer en kregen patriottische thema's en titels. Ze maakte kunstwerken zoals War Spirit at Home in 1866 en We Both Must Fade in 1869, waarin een jonge vrouw in een spiegel wordt afgebeeld. Dit schilderij laat een vrouw zien, met een nadruk op het belang van schoonheid en de rol van vrouwen. In deze periode schilderde ze ook Truth Unveiling Falsehood, dat zij zelf beschouwde als haar meesterwerk. Dit werk is verloren gegaan. Het schilderij bestond uit twee helften; aan de ene kant stond een monsterlijke vrouw met een schapenkop, die op het punt stond om een hulpeloze baby te verslinden. Aan haar voeten was een figuur met een ernstig misvormde hand die het monster eer bewijst. Aan de andere kant van het schilderij verzorgde een mooie vrouw een kind. Tussen de twee helften stond De Waarheid, een engelachtige blonde figuur die de mantel van de oneerlijkheid van het monster optilde, waardoor een vrouwelijk beest tevoorschijn kwam. Het schilderij was niet in opdracht gemaakt en Spencer weigerde het te verkopen, zelfs toen er 20.000 dollar voor werd geboden. Het werk, waarvan de betekenis vandaag de dag nog steeds dubbelzinnig is, was haar enige allegorische werk.

### Latere leven
In de winter van 1879–1880 verhuisde het gezin Spencer opnieuw, ditmaal naar het landelijke dorp Highland in Ulster County. Deze verandering wordt weerspiegeld in haar schilderijen. Ze gaat nu meer landschappen en boerenscènes schilderen. In de jaren 1880 probeerde Spencer haar werk meer aan te man te brengen. Zij merkte echter dat de markt sinds de burgeroorlog drastisch was veranderd. Leden van de middenklasse waren veel minder kunst gaan kopen; in plaats daarvan werden de rijkste Amerikanen door kunsthandelaren gestimuleerd om "serieus" Europees werk aan te schaffen. Toch bleef ze proberen werk te verkopen, maar ontdekte dat ze niet meer in de smaak viel bij de Amerikaanse bevolking.
In 1890 overleed haar echtgenoot, op 46-jarige leeftijd. Lilly verkocht de boerderij en verhuisde naar een boerderij op 10 mijl afstand, maar ze hield een studio in het centrum. Spencer bleef werken, maar haar financiële situatie bleef onzeker. Soms moest ze met kunst betalen voor diensten. Lilly Martin Spencer werkte tot de dag van haar dood op 22 mei 1902. Ze kon terugzien op een carrière van meer dan 60 jaar waarin ze onder meer portretten had geschilderd van invloedrijke mensen uit haar tijd, zoals First Lady Caroline Harrison en de suffragist Elizabeth Cady Stanton.

## Artistieke stijl
Spencer schilderde over het algemeen met olieverf op doek. De afmetingen van haar werk variëren van 16 x 11 inch tot van 72 x 50 inch. Haar thema's haalde ze uit haar direct omgeving, vaak met geïdealiseerde kinderen, Madonnaachtige moeders, gelukkige huisvrouwen en lieve, onbeholpen echtgenoten. Ze liet zich inspireren door etiquetteboeken. Zo schilderde ze fruitschalen of netjes ontworpen bloemstukken. Etiquette had ook invloed op de activiteiten van haar modellen: vrouwen waren bezig met vrouwelijke activiteiten en iedereen speelde zijn heteronormatieve rol. Haar doeken, geschilderd in een palet van heldere, scherpe kleuren, zijn verfijnd in uitvoering en soepel afgewerkt. Haar penseelstreken werden in latere jaren droger en losser. Ze gaf haar schilderijen meestal korte, pakkende titels, die niet zozeer het onderwerp beschreven, maar eerder gezien worden als een uitroep over het onderwerp van het schilderij.
Een kritiekpunt op haar werk is de grootte van de hoofden van haar figuren. Recensenten constateren vaak dat het hoofd te groot is en niet in verhouding staat tot de grootte van het lichaam.

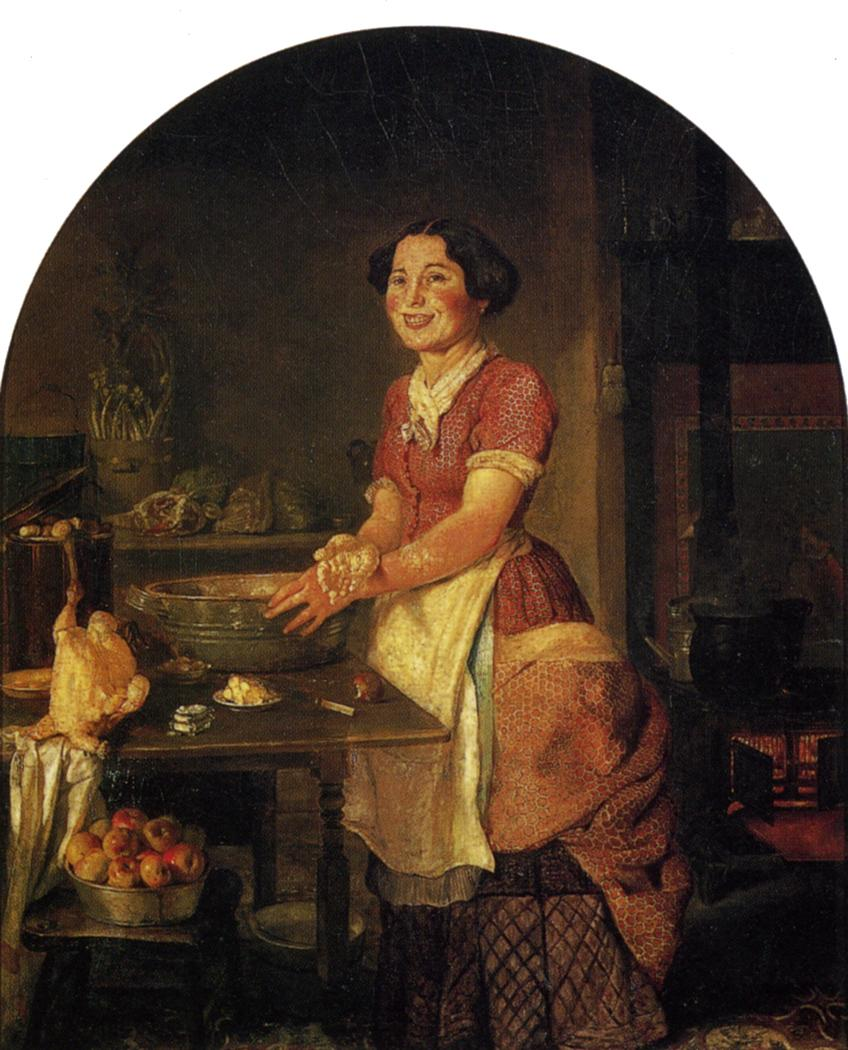
Handen schudden?

Een schilderij als Shake Hands? uit 1854, olieverf op doek met ronde bovenkant, dat in de Ohio Historical Society te zien is, belichaamt de unieke stijl van Spencer. Het schilderij laat een rondborstige vrouw zien die deeg maakt in een huiselijke keuken, uitgerust met dagelijkse voorwerpen, zoals een schaal appels en een kip. Haar rok is vastgebonden op haar rug, vermoedelijk om de rok schoon te houden. Tijdens een pauze in haar werk steekt de breed glimlachende vrouw een hand vol deeg uit om een bezoeker te begroeten, waarschijnlijk de toeschouwer. De titel is een teken van Spencer's humor: handen schudden is het laatste wat iemand zou willen doen tijdens het kneden van deeg. Het schilderij heeft ook een diepere betekenis. Handen schudden is een symbool van mannelijke gelijkheid en was fundamenteel voor het gevoel van status van mannelijke burgers. Hier claimt een vrouw haar gelijkheid, hoewel het een beperkte gelijkheid is die geworteld is in een huiselijke sfeer. Spencer zet de sfeer rond vrouwen wel apart van die van mannen. Door de donkere ruimte lijkt de kamer afgesloten en wordt de vrouwelijke sfeer gescheiden van de meer openbare mannelijke sfeer. Vrouwen waren niet alleen lichtzinnig of ijdel; ze werkten ook hard bij het huishoudelijk werk, wat niet alleen nuttig was, maar ook heel plezierig kon zijn. De vrouw hier is zelfverzekerd, glimlacht en lijkt zelfs te flirten met de kijker. Ze is de baas in de keuken en heeft de controle over haar wereld, hoe beperkt die ook is. Spencer speelt met traditionele opvattingen over de rol van vrouwen in de samenleving en in huis en geeft ze een diepere betekenis.

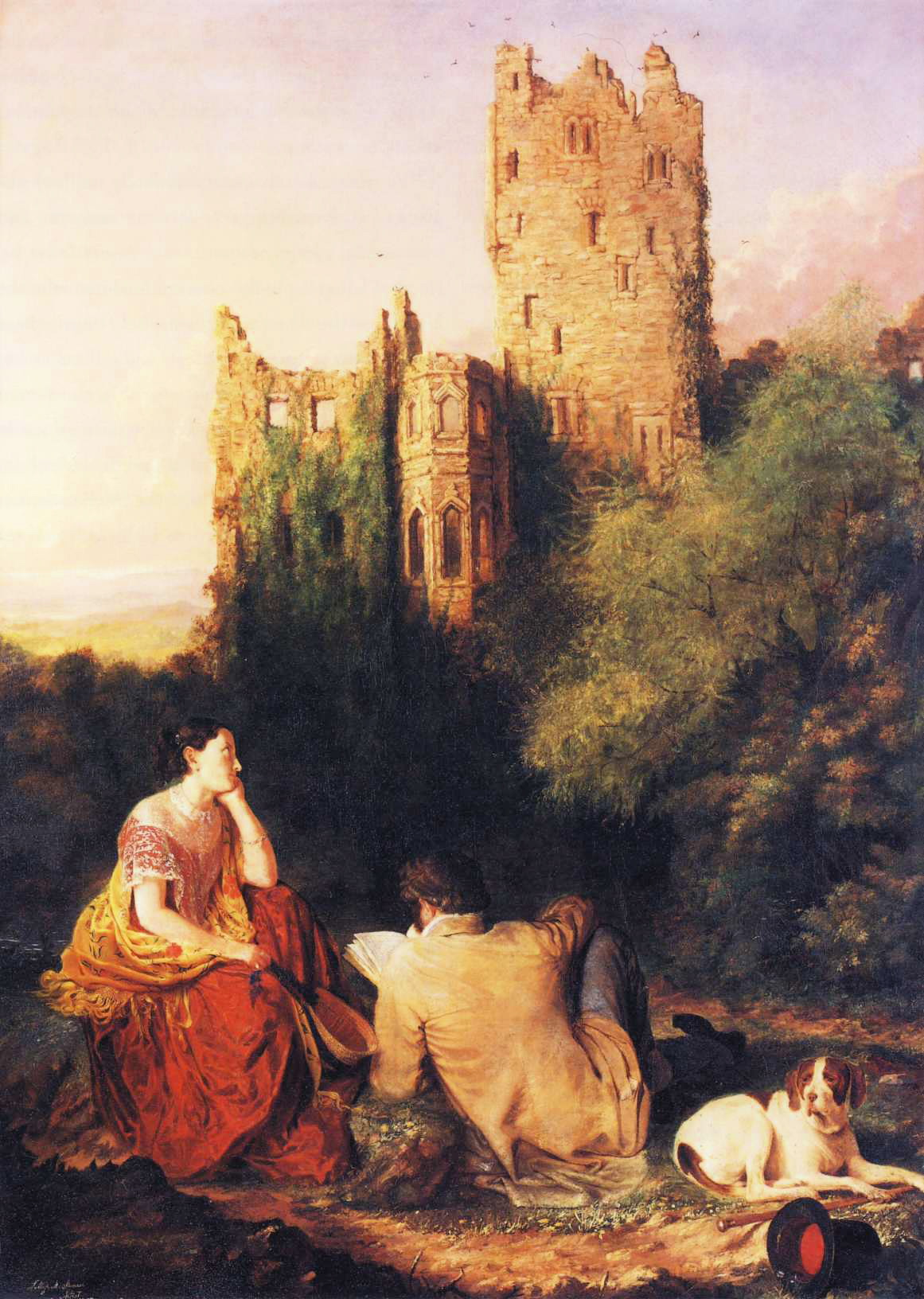
Het lezen van de legende (1852)
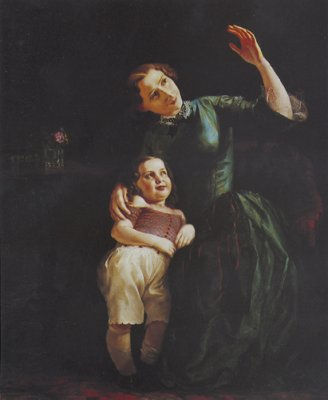
Zie hoe de zon schijnt (1855)
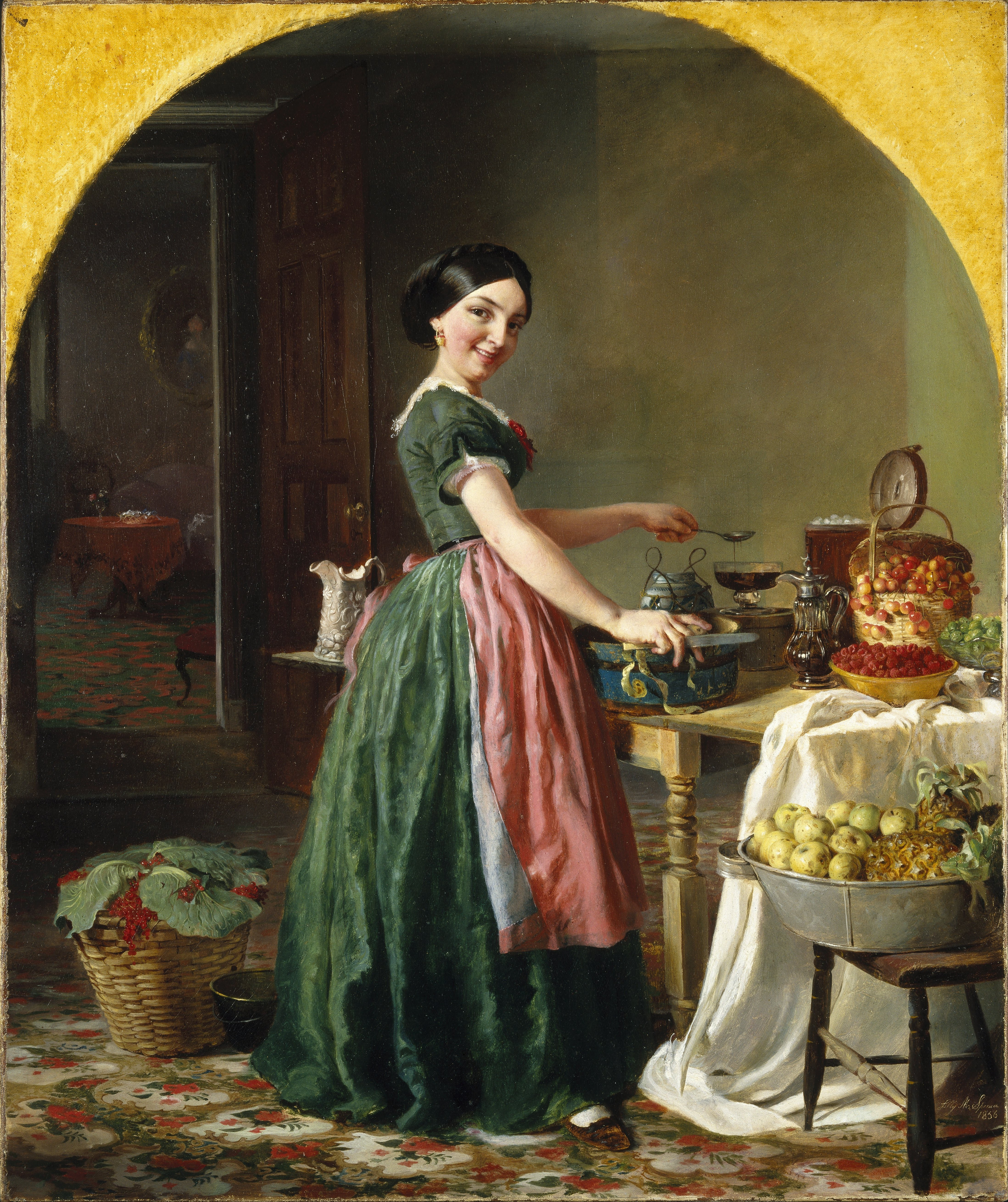
Kiss Me and You'll Kiss the 'Lasses, hetgeen zoiets kan betekenen als Kus mij... dan kus je de melasse. De jonge vrouw is hier fruitconserven aan het maken en gebruikt daarbij de zoetstof melasse. (1856)
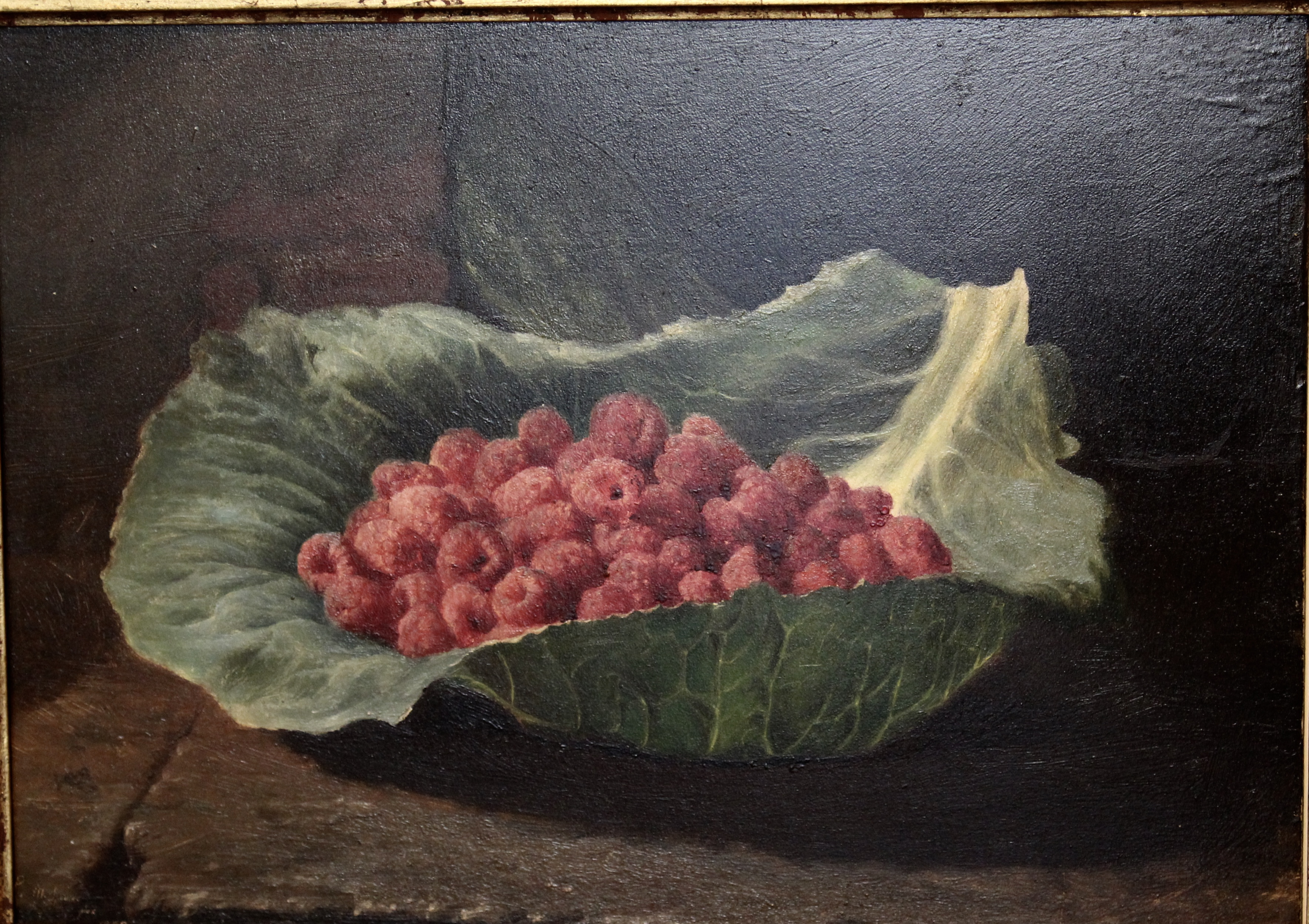
Frambozen op een blad (1858)

- Gemeinsame Normdatei: 121133591
- International Standard Name Identifier: 0000 0000 6682 2091
- Library of Congress Control Number: nr91019656
- Nationale bibliotheek van Australië: 35516332
- Nationale Bibliotheek van Israël: 987007452420305171
- Nederlandse Thesaurus van Auteursnamen: 250446529
- RKD-Nederlands Instituut voor Kunstgeschiedenis: 74230
- SNAC: w6s50d2j
- Système universitaire de documentation: 097478199
- Trove: 981271
- Union List of Artist Names: 500016080
- Virtual International Authority File: 42686491
- WorldCat: E39PBJB8mw9YGjmRx47tWdyfMP